# Зазивна грамота
Зазивна грамота — на Русі лист, який видавався судово-адміністративним установою позивачу для виклику до суду відповідача і оплачувався особливим митом із боку останнього (іноді, втім, стягування цього мита скасовувалося особливою жалуваною грамотою).
Десята глава Уложення царя Олексія Михайловича (ст. 109-122) докладно визначає порядок видачі зазивних грамот (не більше трьох разів) позивачам, подання в області відповідачам і справляння з них власноручного розпису у цьому, що вони у зазначений термін постануть перед суддями в Москві.
Особливий указ від 7 липня 1670 (№ 476) повторює заборону давати позивачам зазивні грамоти із земельних процесів, якщо відповідачі живуть не в Москві.